# FIFA 2001
FIFA 2001 is een spel van Electronic Arts, uitgebracht in het jaar 2000. Het spel heeft een exclusieve licentie, net als de rest van de FIFA reeks. Het spel bevat 16 nationale competities, inclusief de Nederlandse Eredivisie en de Engelse Premier League. Er zijn meer dan 50 nationale teams waaronder Nederland, België, Engeland, Spanje, Duitsland en Frankrijk. Het was het laatste spel uit de FIFA reeks waarbij de volledige licentie van het Nederlands Elftal aanwezig was, tot de uitkomst van FIFA 11.

## Platforms
- PlayStation (2000)
- PlayStation 2 (2000)
- Windows (2000)

## Commentaar
| nationaliteit       | namen                                |
| ------------------- | ------------------------------------ |
| Verenigd Koninkrijk | John Motson, Mark Lawrenson          |
| Frankrijk           | Thierry Gilardi, Laurent Paganelli   |
| Duitsland           | Wolf-Dieter Poschmann, Jörg Dahlmann |
| Italië              | Giacomo Bulgarelli, Massimo Caputi   |

## Stadions
| stadion                | plaats    | capaciteit |
| ---------------------- | --------- | ---------- |
| Camp Nou               | Barcelona | 99.354     |
| Wembley                | Londen    | 90.000     |
| Signal Iduna Park      | Dortmund  | 82.678     |
| Stade de France        | Parijs    | 81.338     |
| Stadio Giuseppe Meazza | Milaan    | 80.074     |

## Landenteams en clubteams
Algerije
Argentinië
Australië
Bahrein
BelgiëEendracht Aalst, FC Antwerp, SK Beveren-Waas, Club Brugge, RSC Anderlecht, Charleroi, Ekeren, Racing Genk, KAA Gent, SC Harelbeke, La Louvière, Lierse SK, SK Lokeren, KV Mechelen, Moeskroen, Standard Luik, Sint Truiden, Westerlo
Bolivia
BraziliëAthletico Paranaense, Bahia, Botafogo-RJ, Corinthians, Cruzeiro, Flamengo, Fluminense, Gremio, Internacional, Palmeriras, Santos, São Paulo, Vasco da Gama
Bulgarije
Canada
Chili
China
Colombia
Cyprus
DenemarkenAalborg, AB, AGF Aarhus, Brondby BK, FC Kopenhagen, Herfolge BK, Lyngby FC, OB Odense, Silkeborg IF, Viborg FF, FC Midyjylland, Haderslav FK
Duitsland1. FC Köln, 1860 München, Borussia Dortmund, Bayer Leverkusen, FC Bayern München, Eintracht Frankfurt, Energie Cottbus, Schalke 04, Hamburger SV, Hansa Rostock, Hertha BSC, FC Kaiserslautern, SC Freiburg, Unterhaching, Vfb Stuttgart, Vfl Bochum, Vfl Wolfsburg, Werder Bremen
Egypte
EngelandArsenal, Aston Villa, Bradford City, Charlton Athletic, Chelsea, Coventry City, Derby County, Everton, Ipswich Town, Leeds United, Leicester City, Liverpool FC, Manchester City, Manchester United, Middlesbrough, Newcastle United, Southampton, Sunderland, Tottenham Hotspur, West Ham United
Estland
Finland
FrankrijkAJ Auxerre, SC Bastia, Girondins Bordeaux, En Avant Guingamp, RC Lens, Lille OSC, Olympique Lyon, Olympique Marseille, Metz, AS Monaco, FC Nantes, Paris Saint-Germain, Stade Rennes, Sedan, Saint-Étienne, Straatsburg, Toulouse FC, Troyes
Ghana
GriekenlandA. Thessaloniki, Giannena, I. Thessalonika, Iraklion, Kalamata, Kessarianis, Kiacrithri, Leoforos Nikea, Olympiakos Piraneus, P. Thessaloniki, Patra, Philadelfia, Pyrgos, Viron, Xanthi
Hong Kong
Hongarije
IJsland
Ierland
Irak
IsraëlAshdod, B. Jeruzalem, B.Y. Tel-Aviv, H. Haifa, H. Petach-Tikva, H. Tel-Aviv, Holon, M. Haifa, M. Petach-Tikva, M. Tel-Aviv, Netanya, Richon Lezion
Joegoslavië
ItaliëInternazionale, Juventus, AC Milan, AS Roma, Udinese, Fiorentina, Brescia, Reggina, Lazio Roma, Perugia, Bari, Bologna, Atalanta Bergamo, US Lecce, AC Parma, Hellas Verona, Vicenza, Napoli
Jamaica
Japan
Jordanië
Kameroen
Koeweit
Kroatië
Letland
Libanon
Liechtenstein
Litouwen
Luxemburg
Mauritius
Mexico
NederlandAZ, Ajax, Vitesse, NAC Breda, De Graafschap, PSV, FC Twente, FC Groningen, SC Heerenveen, Roda JC Kerkrade, NEC Nijmegen, RBC Roosendaal, Feyenoord, Fortuna Sittard, Sparta Rotterdam, Willem II Tilburg, FC Utrecht, RKC Waalwijk
Nieuw-Zeeland
Noord-Ierland
NoorwegenBodo/Glimt, Bryne IL, FK Haugesund, IK Start, Lillestrom, Molde, Moss, Odd Grenland, Rosenborg BK, SK Brann Bergen, Stabek, Tromso, Valerenga, Viking Stavanger,
OostenrijkAustria Memphis, Austria Salzburg, FC Tirol, Grazer AK, LASK Linz, Rapid Wien, SV Ried, SW Bregenz, Sturm Graz, Vfb Admira/Wacker
Palestina
Paraguay
Peru
Polen
Qatar
Roemenië
Rusland
Saudi Arabië
SchotlandAberdeen, Celtic FC, Dundee, Dundee United, Dunfermline, Hearts, Hibernian, Kilmarnock, Motherwell, Glasgow Rangers, St. Johnstone, St. Mirren
Singapore
Slovenië
Slowakije
SpanjeAthletic de Bilbao, Celta de Vigo, Deportivo Alavés, Deportivo la Coruña, Espanyol, FC Barcelona, Las Palmas, Málaga, Numancia, Osasuna, Rayo Vallecano, Racing Santander, Real Madrid, Real Mallorca, Real Oviedo, Real Sociedad, Real Zaragoza, Valencia, Valladolid, Villarreal
Tsjechië: 
Taiwan
Thailand
Tunesië
TurkijeGalatasaray
VAE
Verenigde StatenChicago Fire, Colorado Rapids, Columbus Crew, Dallas Burn, DC United, Kansas City Wizards, LA Galaxy, Miami Fusion, New England Revolution, New York Metrostrars, San Jose Earthquakes, Tampa Bay Mutiny
Wales
Zuid-Afrika
Zuid-KoreaAnyang LG Cheetahs, Chonbuk Hyundai Motors, Chunnam Dragons, Pohang Steelers, Puchon SK, Pusan Icons, Sungam Ilhwa Chunma, Suwon Samsung Bluewings, Taejon Citizen, Ulsan Hyundai, Horang-I
ZwedenAIK, Elfsborg, GAIS, IFK Götenborg, Hacken, Halmstads, Hammerby, Helsingborg IF, Norrköping, Örebro, Ogryte, Sundsvall, Trekeborgs, Vasta Frolunda
Zwitserland

## Ontvangst
| Beoordeeld door       | Platform      | Datum            | Score |
| --------------------- | ------------- | ---------------- | ----- |
| Gamer's Pulse         | Windows       | 27 december 2000 | 97%   |
| IGN                   | PlayStation   | 5 december 2000  | 92%   |
| PSX Extreme           | PlayStation   | 3 december 2000  | 91%   |
| PC Gamer Brasil       | Windows       | december 2000    | 90%   |
| PC Gameplay (Benelux) | Windows       | december 2000    | 89%   |
| GameZone              | PlayStation 2 | 15 januari 2001  | 85%   |
| PSM                   | PlayStation   | december 2000    | 80%   |
| Jeuxvideo.com         | PlayStation 2 | 6 december 2000  | 80%   |
| Super Play            | PlayStation   | januari 2001     | 60%   |
| Super Play            | PlayStation 2 | januari 2001     | 50%   |